# Scotoleon quadripunctatus
Scotoleon quadripunctatus is een insect uit de familie van de mierenleeuwen (Myrmeleontidae), die tot de orde netvleugeligen (Neuroptera) behoort. 
Scotoleon quadripunctatus is voor het eerst wetenschappelijk beschreven door Currie in 1898.